# Le Maître des illusions (Donna Tartt)
Pour les articles homonymes, voir Le Maître des illusions.
Le Maître des illusions (titre original : The Secret History) est un roman américain de Donna Tartt publié en 1992. Il a reçu le prix des libraires du Québec en 1994.
Roman de campus, le récit se présente comme une histoire de détective inversée, relatant de façon rétrospective l'histoire de six étudiants d'une université d'arts libéraux du Vermont — dont le narrateur Richard Papen —, et notamment à la situation qui les a conduit au meurtre d'un de leurs camarades,.
Dès sa publication, le livre connaît un succès retentissant et devient très vite un best-seller. Aujourd'hui, il est particulièrement mis en avant sur les réseaux littéraires, BookTok et Bookstagram, ayant servi à la popularisation de l'aesthetic Dark academia,.

## Genèse
Premier roman publié par Donna Tartt, l'idée du texte lui est venue lors de ses lectures de tragédies grecques et de philosophie grecque. Son expérience de l'hiver vermontais et plusieurs affaires l'ont aussi inspirée pour la rédaction, dont l'affaire Leopold et Loeb et la disparition de Paula Jean Welden (en) dans le triangle de Bennington en 1946.
L'université de Hampden dépeinte dans le roman est basée sur le Bennington College, où Donna Tartt étudia entre 1982 et 1986.
Originellement, le livre devait s'intituler The God of Illusions (Le Dieu des illusions) en référence à Dionysos, dieu antique dont Tartt s'est inspiré pour la rédaction, en réemployant notamment Les Bacchantes d'Euripide (une tragédie grecque du Ve siècle av. J.-C.) et son principe de culte voué à Bacchus.

## Résumé

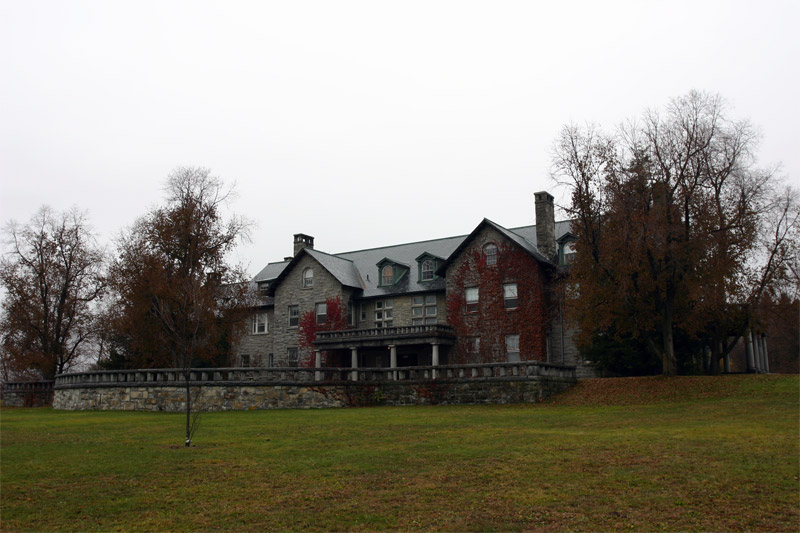
Le Bennington College, qui a inspiré le Hampden College.

Richard Papen quitte sa ville natale de Plano, en Californie, pour rejoindre l'élitiste Hampden College du Vermont afin d'étudier le grec ancien. Bien que Richard soit accepté par la plupart de ses professeurs, il découvre qu'il ne peut pas s'inscrire dans les classes du professeur de grec, Julian Morrow, qui limite l'inscription à un groupe de cinq étudiants choisis par lui même : des jumeaux fraternels charmants, mais qui ne semblent pas dévoiler leurs secrets, Charles et Camilla Macaulay ; Francis Abernathy, dont la maison de campagne isolée devient un sanctuaire pour le groupe ; Henry Winter, un intellectuel passionné par le canon de Pāli, Homère et Platon ; et Edmund « Bunny » Corcoran, un farceur fanatique.   
Henry semble avoir une amitié tendue avec Bunny, mais ils passent les vacances d'hiver ensemble à Rome tandis que Richard prend un emploi mal rémunéré sur le campus et passe les vacances d'hiver dans un entrepôt non chauffé. Il meurt presque d'hypothermie et de pneumonie, mais est secouru et emmené à l'hôpital par Henry, qui revient tôt d'Italie.  
Après la pause hivernale, les tensions entre Bunny et le groupe s'aggravent. Richard apprend la vérité effrayante de Henry et Francis : lors d'une bacchanale dont Richard et Bunny ont été exclus, Henry a accidentellement tué un fermier près de la propriété de campagne de Francis. Pendant le voyage d'hiver en Italie, Bunny a découvert la vérité en lisant secrètement le journal intime de Henry. Bunny fait du chantage au groupe depuis qu'il a appris la mort du fermier. Ne pouvant plus répondre aux demandes de Bunny, et craignant qu'il ne les expose, le groupe décide de tuer Bunny. Les étudiants affrontent Bunny pendant qu'il fait de la randonnée et Henry le pousse dans un ravin, provoquant sa mort.  
Le groupe a du mal à maintenir sa couverture, se joignant à des groupes de recherche de Bunny et même assistant à ses funérailles. Richard en apprend plus sur le meurtre bacchanal grâce à Camilla. Il s'avère que lorsqu'ils ont tué l'étranger, son estomac était coupé et grand ouvert, suggérant que ce n'était pas du tout un accident.  
Peu de temps après le meurtre de Bunny, Charles développe un problème d'alcoolisme et devient violent envers sa sœur, Camilla. Henry entre et fait en sorte que Camilla emménage dans un hôtel pour s'éloigner de Charles. Francis dit à Richard que les jumeaux ont effectivement des relations sexuelles entre eux et qu'il aussi a eu des relations sexuelles avec Charles à plusieurs reprises. Francis admet également qu'il souffre d'attaques de panique.  
Julian finit par comprendre la culpabilité du groupe dans le meurtre de Bunny lorsqu'il aperçoit le logo de l'hôtel où Bunny et Henry ont séjourné à Rome sur une lettre de Bunny implorant Julian de l'aider, qu'il avait initialement rejetée comme étant écrite par un autre étudiant sur le campus dans le cadre d'une blague. Au lieu de signaler le crime aux autorités, Julian quitte la faculté du Hampden College et ne revient jamais.  
Henry commence à vivre avec Camilla, ce qui pousse Charles plus loin dans l'alcoolisme. Lorsque Charles est arrêté dans un incident de conduite en état d'ébriété avec la voiture de Henry, Henry craint que Charles ne laisse échapper leur secret à la police, tandis que Charles craint qu'Henry ne le tue pour garder son silence. Après cet incident, Charles rentre dans la chambre d'hôtel de Camilla et Henry et tente de tuer ce dernier avec le pistolet de Francis. Dans la lutte, Charles tire accidentellement sur Richard dans l'abdomen. L'aubergiste, entendant le vacarme, rentre aussi dans la chambre. Pour protéger le reste du groupe et garder leurs secrets cachés, Henry donne un baiser d'adieu à Camilla et se tire une balle dans la tête. Le rapport de police conclut que, dans une crise suicidaire, Henry a tiré par inadvertance sur Richard.  
Avec la mort d'Henry, le groupe se désintègre. Francis, vivant à Boston, tente de se suicider et, bien qu'homosexuel, est obligé par son riche grand-père d'épouser une femme qu'il méprise. Camilla, s'occupant de sa grand-mère, devient de plus en plus isolée. Charles s'enfuit de sa cure de désintoxication au Texas avec une femme mariée et ne parle plus à Camilla. Enfin, Richard, après s'être remis de ses blessures, devient un universitaire solitaire avec un amour non partagé pour Camilla. Richard voit la mort d'Henry comme ayant coupé le cordon qui les liait, les mettant tous à la dérive. Il rencontre Henry dans un rêve et lui demande s'il est heureux là-bas. Henry répond : « Pas particulièrement. Mais vous n'êtes pas non plus très heureux où vous êtes. »

## Personnages
- Richard Papen (personnage principal et narrateur) ;
- Henry Winter ;
- Edmund « Bunny » Corcoran ;
- Francis Abernathy ;
- Charles Macaulay ;
- Camilla Macaulay ;
- Julian Morrow, professeur de littérature classique.